# Conkers
Ne doit pas être confondu avec Conker.
Conkers est un jeu inventé en Grande-Bretagne qui se pratique avec des marrons (spécifiquement les fruits du marronnier commun). Le jeu est joué par deux joueurs. Chacun a un marron pendu au bout d'une ficelle (lacet) et les joueurs les cognent l'un contre l'autre. Le marron qui casse en premier désigne le perdant. 
Depuis le début des années 1990, la commune d'Abjat-sur-Bandiat, en Dordogne, accueille chaque année à l'automne le championnat de France de conkers, jeu importé par un ressortissant britannique installé dans ce village (30e édition en 2022).